# One Hand Clapping
One Hand Clapping (с англ. — «Хлопанье одной рукой») — концертный альбом британско-американской рок-группы Paul McCartney and Wings. Альбом выпущен 14 июня 2024 года, почти спустя полвека после его записи.
Альбом был снят как рокфильм с участием Пола Маккартни и его тогдашней группы Wings под руководством Дэвида Личфилда. Он был записан в течение четырех дней в августе 1974 года на студии Abbey Road Studios в Лондоне. В фильме показаны живые выступления группы в студии и запись потенциального концертного альбома, а также закадровые интервью с участниками группы. Среди песен — многочисленные хиты Маккартни, Wings и Beatles, а также несколько кавер-версий. Хотя была сделана брошюра для продажи на телевидении, фильм и альбом в то время не были выпущены. В последующие десятилетия они часто попадали в бутлеги, а различные треки были выпущены на специальных изданиях других альбомов Маккартни и Wings. Фильм был окончательно выпущен 2 ноября 2010 года в составе бокс-сета переиздания Band on the Run, первого релиза в архивной коллекции Пола Маккартни.

## История
Выступление было записано в студии Abbey Road (известной в то время как EMI Studios) в течение четырех дней в августе 1974 года, во время седьмой недели подряд пребывания Band on the Run на вершине британских альбомных чартов.
К Полу Маккартни, Линде Маккартни и гитаристу Денни Лэйну присоединились новые участники — гитарист Джимми Маккаллох и барабанщик Джефф Бриттон, которые были набраны после ухода предыдущих участников Генри Маккаллоу и Денни Сейвелла незадолго до записи Band on the Run. Группа только что вернулась из Нашвилла, где они записывали свой готовящийся к выпуску сингл «Junior’s Farm». В студии к группе также присоединились дирижер оркестра Дел Ньюман и саксофонист Хоуи Кейси, которые ранее играли с Маккартни и впоследствии вошли в состав гастрольной группы Wings.

## Отзывы
| Совокупная оценка | Совокупная оценка |
| Источник          | Оценка            |
| ----------------- | ----------------- |
| Metacritic        | 84/100            |
| Оценки критиков   |                   |
| Источник          | Оценка            |
| AllMusic          | [ 7 ]             |
| Pitchfork         | 8.4/10            |

В биографии Маккартни 2013 года «Man on the Run: Paul McCartney in the 1970s» автор Том Дойл называет выступления «плотными и сильными» и цитирует барабанщика Джеффа Бриттона, который «был удивлен, обнаружив, что, „увидев нашу игру, мы были хорошей группой“». Однако, по мнению Дойла, фильм менее благоприятен в том, как он изображает столкновения личностей внутри группы.
Критик AP Скотт Бауэр высоко оценил «энергичные выступления» на альбоме, назвав его «прекрасным снимком» «пост-битловского творческого подъема» Маккартни. Эндрю Корпан из ClutchPoints аналогично отметил, что «все песни исполнены хорошо и с большим количеством энергии», но отметил «чрезмерное количество синтезаторов» на протяжении всего альбома.

## Список композиций
Все песни написаны Полом Маккартни и Линдой Маккартни, кроме оговоренных случаев.

### Disc 1
| №  | Название                       | Автор(ы)      | Длительность |
| -- | ------------------------------ | ------------- | ------------ |
| 1. | «One Hand Clapping»            | Пол Маккартни | 2:15         |
| 2. | «Jet»                          |               | 3:59         |
| 3. | «Soily»                        |               | 3:55         |
| 4. | «C Moon» / «Little Woman Love» |               | 3:19         |
| 5. | «Maybe I’m Amazed»             | Пол Маккартни | 4:52         |
| 6. | «My Love»                      |               | 4:15         |

| №                   | Название                           | Автор(ы)                | Длительность |
| ------------------- | ---------------------------------- | ----------------------- | ------------ |
| 7.                  | «Bluebird»                         |                         | 3:27         |
| 8.                  | «Let's Love»                       |                         | 1:09         |
| 9.                  | «All of You»                       | Пол Маккартни           | 2:04         |
| 10.                 | «I’ll Give You a Ring»             | Пол Маккартни           | 2:03         |
| 11.                 | «Band on the Run»                  |                         | 5:20         |
| 12.                 | «Live and Let Die»                 |                         | 3:26         |
| 13.                 | «Nineteen Hundred and Eighty Five» |                         | 5:50         |
| 14.                 | «Baby Face»                        | Benny Davis, Harry Akst | 1:56         |
| Общая длительность: | Общая длительность:                | Общая длительность:     | 47:50        |

### Disc 2
| №  | Название                                     | Автор(ы)                   | Длительность |
| -- | -------------------------------------------- | -------------------------- | ------------ |
| 1. | «Let Me Roll It»                             |                            | 4:28         |
| 2. | «Blue Moon of Kentucky»                      | Bill Monroe                | 3:05         |
| 3. | «Power Cut»                                  |                            | 1:33         |
| 4. | «Love My Baby»                               | Пол Маккартни              | 1:13         |
| 5. | «Let It Be»                                  | Paul McCartney–John Lennon | 1:02         |
| 6. | «The Long and Winding Road» / «Lady Madonna» | Paul McCartney–John Lennon | 2:10         |

| №                   | Название            | Автор(ы)                    | Длительность |
| ------------------- | ------------------- | --------------------------- | ------------ |
| 7.                  | «Junior’s Farm»     |                             | 4:17         |
| 8.                  | «Sally G»           |                             | 2:28         |
| 9.                  | «Tomorrow»          |                             | 2:12         |
| 10.                 | «Go Now»            | Larry Banks, Milton Bennett | 3:35         |
| 11.                 | «Wild Life»         |                             | 4:30         |
| 12.                 | «Hi, Hi, Hi»        |                             | 3:57         |
| Общая длительность: | Общая длительность: | Общая длительность:         | 35:30        |

### «The Backyard» Bonus 7-inch
| №  | Название          | Автор(ы)                   | Длительность |
| -- | ----------------- | -------------------------- | ------------ |
| 1. | «Blackpool»       | Пол Маккартни              | 1:43         |
| 2. | «Blackbird»       | Paul McCartney–John Lennon | 2:27         |
| 3. | «Country Dreamer» |                            | 2:17         |

| №                   | Название                 | Автор(ы)                                    | Длительность |
| ------------------- | ------------------------ | ------------------------------------------- | ------------ |
| 1.                  | «Twenty Flight Rock»     | Eddie Cochran, Ned Fairchild                | 2:08         |
| 2.                  | «Peggy Sue»              | Jerry Allison, Norman Petty                 | 1:24         |
| 3.                  | «I’m Gonna Love You Too» | Joe B. Mauldin, Niki Sullivan, Norman Petty | 1:10         |
| Общая длительность: | Общая длительность:      | Общая длительность:                         | 11:09        |

## Чарты
| Чарт (2024)                                   | Высшая позиция |
| --------------------------------------------- | -------------- |
| Бельгия/Фландрия (Ultratop)                   | 11             |
| Бельгия/Валлония (Ultratop)                   | 7              |
| Нидерланды (Album Top 100)                    | 10             |
| Германия (Offizielle Top 100)                 | 4              |
| Япония (Oricon)                               | 11             |
| Япония Digital Albums (Oricon)                | 25             |
| Япония Hot Albums (Billboard Japan)           | 15             |
| Шотландия (Scottish Albums Chart)             | 2              |
| Испания (PROMUSICAE)                          | 61             |
| Швейцария (Schweizer Hitparade)               | 11             |
| Великобритания (UK Albums Chart)              | 10             |
| США (Billboard 200)                           | 74             |
| США Top Rock & Alternative Albums (Billboard) | 19             |